# Келчиглув-Кольонія
Келчиглув-Кольонія (пол. Kiełczygłów-Kolonia) — село в Польщі, у гміні Келчиглув Паєнчанського повіту Лодзинського воєводства.
У 1975-1998 роках село належало до Серадзького воєводства.